# Andreï Zviaguintsev
Pour les articles homonymes, voir Zviaguintsev.
Andreï Petrovitch Zviaguintsev (en russe : Андрей Петрович Звягинцев) est un réalisateur et scénariste russe né le 6 février 1964 à Novossibirsk, dans l'ancienne RSFS de Russie (URSS).

## Biographie
Dans son enfance, sa mère, Galina Alexandrovna travaille comme professeur de langue russe et de littérature. Son père Piotr Alexandrovitch est policier. Ce père quitte sa mère pour une autre femme quand il a cinq ans. Il n'a ensuite plus jamais eu de relations avec son père jusqu'à la mort de ce dernier.
D'abord acteur, il a étudié à l'institut de théâtre de Novossibirsk avec Lev Belov jusqu'en 1984, puis travaille à Moscou avec Evgueni Lazarev à l'Académie russe des arts du théâtre (GITIS).
Après avoir terminé les cours de cette Académie, il ne poursuit pas dans le même domaine parce qu'il est déçu du fait que le théâtre cherche à créer un produit au lieu de s'occuper de l'aspect artistique des productions. Il écrit quelques récits, mais ne poursuit pas longtemps dans cette voie. Il se passionne pour le cinéma, grâce aux rétrospectives du Musée du cinéma de films de Jean-Luc Godard, Michelangelo Antonioni, Akira Kurosawa, Ingmar Bergman,. Jusqu'en 1993 il travaille au service de l'entretien des espaces publics parce que cela lui donne droit à un appartement à proximité du Théâtre Maïakovski, dans une ancienne maison de nobles datant de 1825, avec une pièce de 50 mètres carrés.
Dans les années 1990, il obtient des rôles secondaires dans des productions télévisées, ainsi qu'au cinéma. Il participe à la mise en scène des pièces Marelle (1993), Un mois à la campagne (1997), et joue quelques rôles dans des films de séries et dans des films publicitaires. Sa première expérience de metteur en scène a lieu en 2000, lorsqu'il réalise l'adaptation de trois nouvelles (Boussido, Obscure et Le Choix) pour la série Black Room de la chaîne REN-TV.
Il se révèle au grand public dès son premier long-métrage Le Retour, récompensé par le Lion d'or de la Mostra de Venise 2003, qui obtient un grand succès international.
Avec Le Bannissement, il accède à la sélection officielle du Festival de Cannes 2007 où son comédien Konstantin Lavronenko, déjà présent dans Le Retour, obtient le Prix d'interprétation masculine. Son drame Elena est récompensé par le Prix spécial du jury de la section Un certain regard au 64e Festival de Cannes.
Il revient en compétition officielle à Cannes en 2014 avec Léviathan qui reçoit le Prix du scénario. Le même film remporte le Golden Globe du meilleur film en langue étrangère lors de la 72e cérémonie des Golden Globes.
Il est président du jury du festival Kinotavr 2014.
En 2015 il est président du jury du 18e Festival international du film de Shanghai.
En janvier 2016, il est l'objet d'une rétrospective spéciale à l'occasion du festival de cinéma Premiers plans d'Angers au cours de laquelle ses quatre longs-métrages sont projetés.
Lors du Festival de Cannes 2017 son film Faute d'amour remporte le prix du jury. L'année suivante il revient au Festival de Cannes, mais cette fois en tant que membre du jury, présidé par Cate Blanchett, aux côtés des actrices Léa Seydoux et Kristen Stewart, de la réalisatrice Ava DuVernay, de la chanteuse Khadja Nin, de l'acteur Chang Chen et des réalisateurs Robert Guédiguian et Denis Villeneuve.
En 2021, le cinéaste contracte une forme sévère de la Covid-19. L'année suivante, il prend position contre la guerre en Ukraine mais dénonce le boycott de la culture russe,.
Début 2025 il est membre du jury international du 15e MyFrenchFilmFestival.

## Style
La majorité des critiques français a détecté et mise en avant, dès la sortie du premier film de Zviaguintsev (Le Retour), en 2003, l'influence majeure jouée par Andreï Tarkovski sur l'œuvre du cinéaste. Marion Poirson-Dechonne, maîtresse de conférence à l'université Paul-Valéry-Montpellier-III, analyse cette filiation tarkovskienne dans l'ouvrage collectif Cinéma russe contemporain, (r)évolutions.
De prime abord qu'est-ce qui rapproche les deux réalisateurs se demande Marion Poirson-Dechonne ? Zviaguintsev filme peu la ville et préfère comme Tarkovski magnifier la nature, les lacs, les îles, les paysages sauvages. Comme lui, il dépeint des personnages fragiles : les deux fils dans Le Retour, les enfants d'Elena, le fils Roma qui perd sa mère dans Léviathan. Les films de ces deux réalisateurs sont exempts de légèreté, toujours lourds de signification.
Leurs intentions  peuvent-elles pour autant coïncider ? Les films de Tarkovski prennent place dans l'Union soviétique en se démarquant du réalisme socialiste, comme ceux de Nikita Mikhalkov et de quelques autres. Le cinéma de Zviaguintsev, par contre, se situe dans la fédération de Russie, un regroupement d'États soumis à tension entre idéologie politique et libéralisme économique. Par ailleurs les deux auteurs sont encensés en Occident et critiqués dans leur propre pays.

### Références bibliques

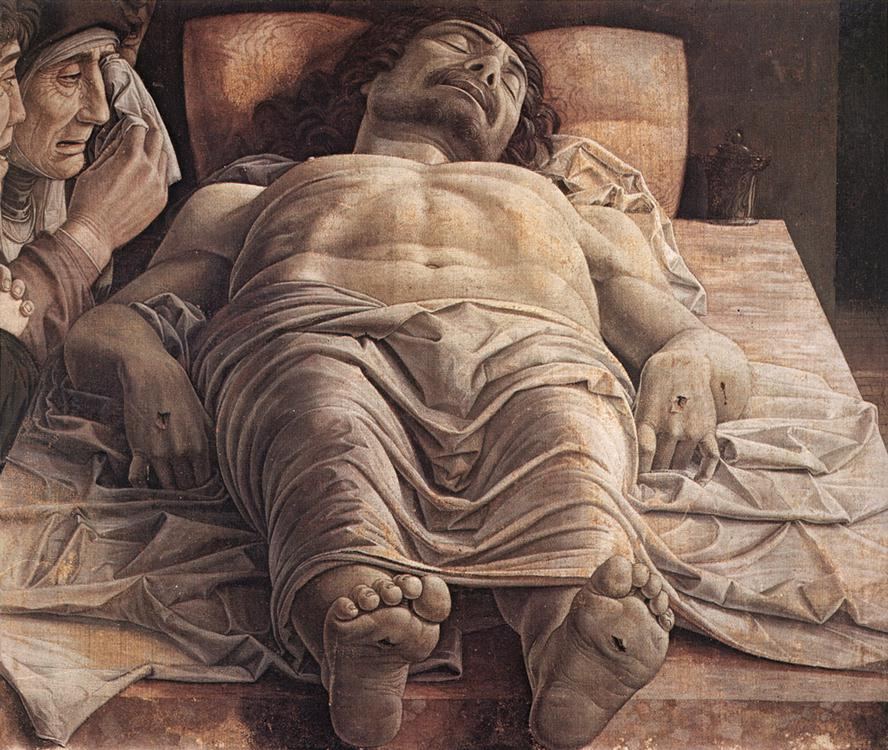
La Lamentation sur le Christ mort d'Andrea Mantegna. Perspective du plan du père dans Le Retour

### Spiritualité

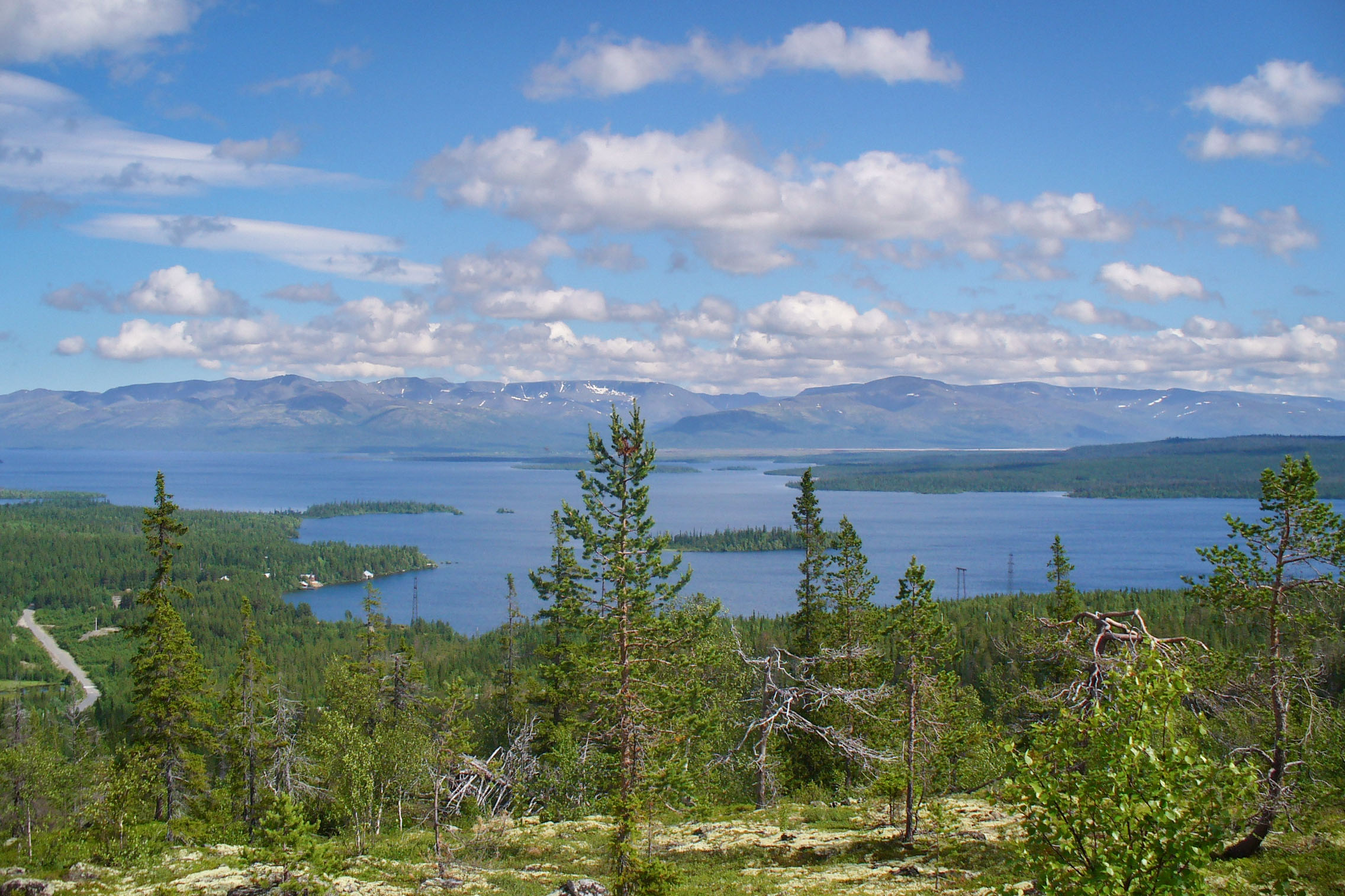
Lac Imandra, péninsule de Kola, près d'Apatity un des lieux de tournage de Leviathan